# Abbé Berthaud
Pour les articles ayant des titres homophones, voir Abbé Berto et Berthaud.
Claude-Louis Berthaud, dit Abbé Berthaud (mort le 9 janvier 1776), est un maître de pension à Paris du XVIIIe siècle, inventeur d'une méthode de lecture.

## Biographie
L'abbé Berthaud, directeur d'une maison d'éducation qui pendant près de quarante années fut une des plus florissantes de Paris, publia en 1744 la Quadrille des enfants, méthode de lecture originale sans épellation reposant sur l'association d'un son à une image familière.
L’intitulé complet de la méthode comportant fiches et manuel est : « Le quadrille des enfants, avec lequel, par le moyen de cent soixante figures et sans épeler, ils peuvent à l’âge de quatre ou cinq ans, et au-dessous, être mis en état de lire à l’ouverture de toutes sortes de livres en trois ou quatre mois, même plutôt, selon leurs dispositions. »
Il décrit ainsi son cheminement et sa méthode :
« En étudiant les figures dont on a rempli certains livres d'histoire […] et qui ont cet avantage qu'en fixant l'imagination d'un enfant, elles l'amusent et l'instruisent, […], J'ai fait graver les 160 objets dont les noms renferment chacun, un son […]. Ensuite, j'ai appliqué ces figures sur autant de fiches, au dos desquelles se trouvent les sons différents. Ainsi l'usage d'un couteau conduira au son cou qui figure au revers de la fiche - soleil à eil... »
« Par le moyen des figures représentant des objets familiers, on charge la mémoire de deux choses en même temps, la figure et le son. Je ne fais que me servir de cette idée qu'ils possèdent déjà pour leur faire retenir un son, je fais servir une connaissance que je ne leur donne point à en acquérir une autre qui leur manque ; rien de plus propre à fixer l'imagination et assurer la mémoire […] si l'objet est connu. L'expérience le prouve : on ne réussit jamais mieux […] ; sans cela, ils (les enfants) ne savent souvent qu'à demi des choses qu'on croit qu'ils possèdent parfaitement. D'ailleurs, autre avantage considérable de ma méthode, la figure suffit pour se faire ressouvenir du son, même en l'absence du maître. »
Cherchant à amuser l'enfant autant qu'à l'instruire, l'abbé accordait à l'image une place prépondérante. Sa méthode utilisait un jeu de 160 (ou 84 dans la méthode simplifiée) fiches sur lesquelles étaient représentés d'un côté la figure, de l'autre le son associé. 
En utilisant les phonèmes, Berthaud prenait à contre-pied la méthode traditionnelle de l'épellation. Ce système fit des émules et contribua à l'adoption de la méthode phonétique dans les écoles.

## Sources
- Jean Vial, L'Éducation nationale, no 32, 15 XI 1962, p. 18-19.
- Le temps des instituteurs
- Dictionnaire Ferdinand Buisson